# 伽桑狄环形山

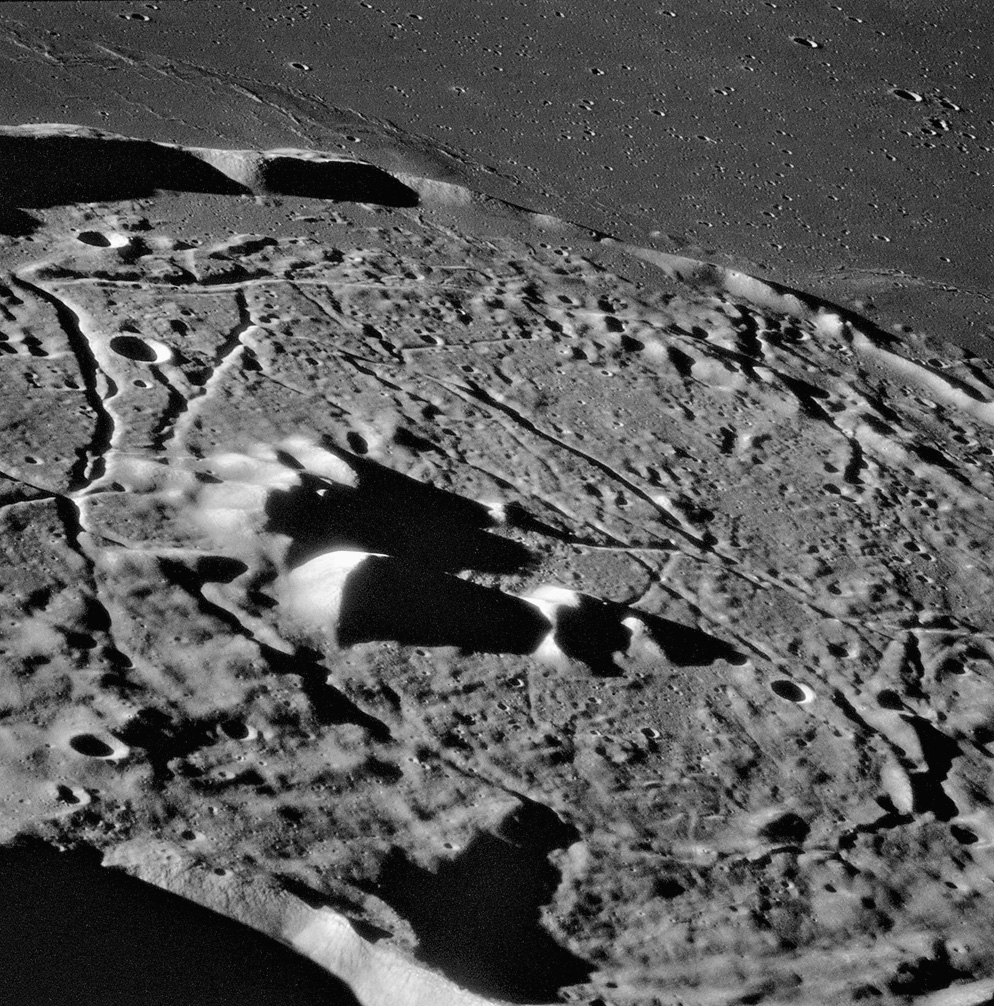
阿波罗16号拍摄的伽桑狄环形山斜视图，美国宇航局照片。

伽桑狄环形山（Gassendi）是月球正面湿海西北边缘一座古老的大型撞击坑，形成于酒海纪代，其名称取自法国哲学家、数学家及天文学家皮埃尔·伽桑狄（1592年–1655年），1970年被国际天文学联合会正式批准接受。

## 描述

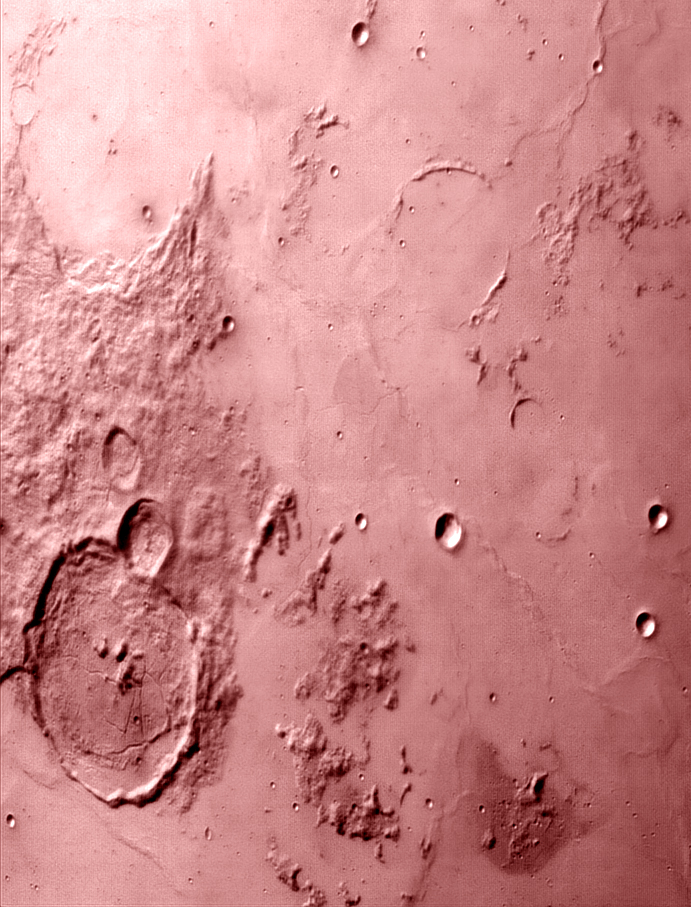
斯德哥尔摩天文台拍摄的照片

伽桑狄环形山是观月者们最感兴趣的对象之一。它西北毗邻大撞击坑勒特罗纳环形山、东南分布着小陨坑赫里戈留斯、阿伽撒尔基德斯以及列维-齐维塔环形山、李比希陨石坑和梅森环形山位于它的西南；而西北和西南分别横亘着赫里戈留斯月溪（Rimae Herigonius）和梅森月溪（Rimae Mersenius），南面则是湿海。该环形山
的中心月面坐标为17°33′S 39°58′W / 17.55°S 39.96°W，直径111公里，
深度1.42公里。
该陨坑已被湿海形成时的熔岩填没，只剩已被严重侵蚀的外缘和数座中央峰露出在表面，中央峰约高出坑底主表面1370米。北侧外壁上坐落着卫星坑伽桑狄 A，并部分与坑底西北隆起的地表相连；侧壁高度从南壁的200米到西壁的2500米不等，坑内容积约有10000公里³。坑底表面不平，其中南部地面高度最低，坐落着一道与外侧缘平行的山脊，最南端有一裂口，除东南部外，地表上分布有无数丘岗并纵横交叉着伽桑狄月溪；北部地面高出湿海约600米；坑底中部为一组中央峰，其中之一的伽桑狄β（坐标南纬15.545°、西经39.361°）所确认的高度为900-940米，中央峰成分由辉长岩-苏长岩-橄长岩-斜长岩及（GNTA1）含量为85-90%的斜长石所构成。
伽桑狄环形山曾被考虑为阿波罗17号登月舱的备用着陆区，其着陆点就选择在中央峰的西南，但在月球轨道器5号拍摄了它的高分辨率照片后，再未被采用。

## 月球瞬变现象
该陨坑中在月食期间曾观察到月球瞬变现象-在阴影中发光且光斑移动。

## 陨坑截面图
该图显示了陨石坑不同方向上的截面部位，纵向坐标轴（Y轴）单位为英尺，右上方图显示的比例尺为米。

## 卫星陨石坑
按照惯例，最靠近伽桑狄环形山的卫星坑在月图上以字母标注在该坑中心点的旁边。
| 伽桑狄 | 月面坐标                          | 直径, 公里 |
| ------ | --------------------------------- | ---------- |
| A      | 15°33′S 39°48′W / 15.55°S 39.80°W | 32         |
| B      | 14°40′S 40°38′W / 14.66°S 40.64°W | 25         |
| E      | 18°27′S 43°38′W / 18.45°S 43.63°W | 7          |
| F      | 15°02′S 45°01′W / 15.03°S 45.02°W | 8          |
| G      | 16°45′S 44°40′W / 16.75°S 44.67°W | 7          |
| J      | 21°37′S 37°06′W / 21.62°S 37.10°W | 9          |
| K      | 18°47′S 43°44′W / 18.78°S 43.74°W | 6          |
| L      | 20°23′S 41°47′W / 20.39°S 41.79°W | 5          |
| M      | 18°37′S 39°09′W / 18.61°S 39.15°W | 3          |
| N      | 18°04′S 39°19′W / 18.07°S 39.32°W | 4          |
| O      | 21°58′S 35°08′W / 21.96°S 35.13°W | 10         |
| P      | 17°17′S 40°45′W / 17.29°S 40.75°W | 2          |
| R      | 21°56′S 37°51′W / 21.94°S 37.85°W | 4          |
| T      | 19°03′S 35°26′W / 19.05°S 35.44°W | 10         |
| W      | 17°40′S 43°44′W / 17.66°S 43.73°W | 6          |
| Y      | 20°55′S 38°31′W / 20.91°S 38.51°W | 5          |

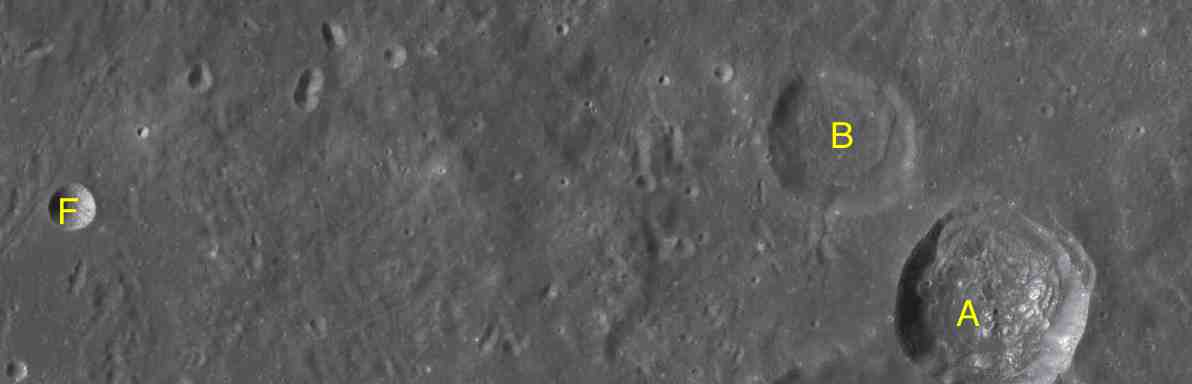
LAC-75 地图.

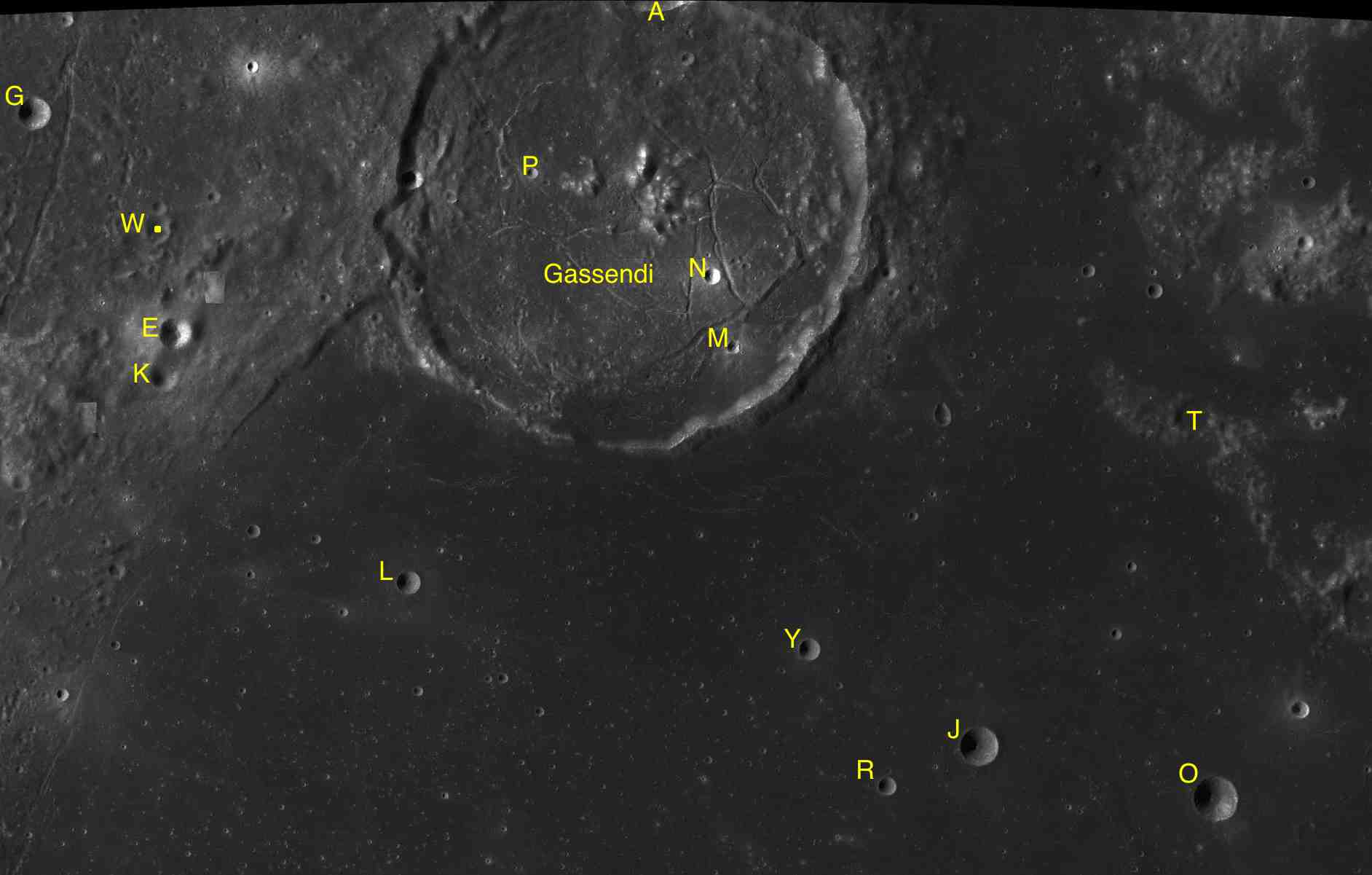
LAC-93 地图.

- 在一些旧月图中，卫星坑伽桑狄 A曾被称为叫克拉克森陨石坑（Clarkson），取名自英国业余天文学家及月面学家罗兰·克拉克森，但该名称并没得到国际天文学联合会的正式认可，现已被取消。由于伽桑狄 A具有射纹系统，因而被认为形成于哥白尼纪代[8]
- 卫星坑伽桑狄 L已被月球和行星观测协会（ALPO）列入《带有明亮射纹系统的撞击坑列表》[9]。